# Pokolenie Lewiego

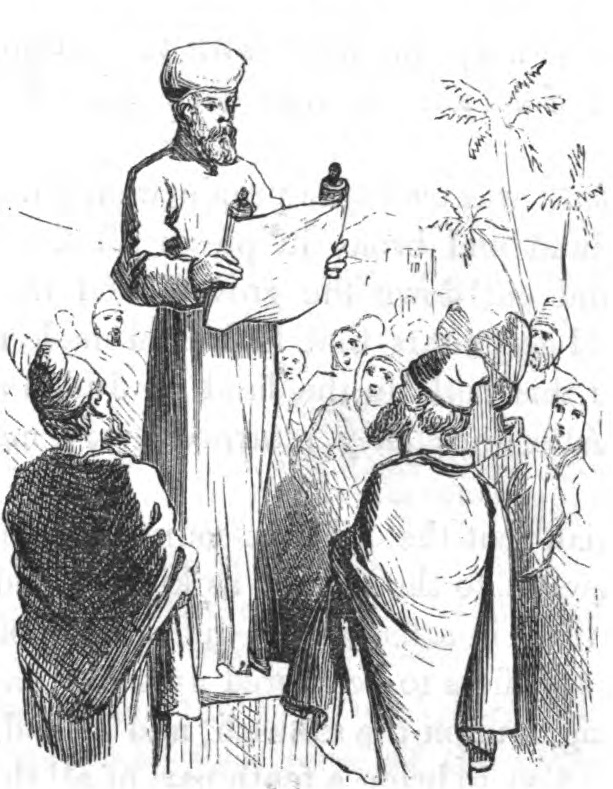
Lewita czytający ludziom prawo. Grafika nieznanego autorstwa z książki The story of the Bible from Genesis to Revelation, 1873 r.

Lewici – potomkowie Lewiego (jednego z dwunastu synów Jakuba), a ściślej jego trzech synów: Gerszona, Kehata i Merariego. Od nich pochodzą trzy „rody" lewickie: Gerszonici, Kehatyci i Meraryci. 

## Wyróżnienie
Po wyjściu z niewoli egipskiej Bóg wybrał ich (w miejsce pierworodnych Izraela) jako swą szczególną własność i kazał ich wyświęcić do służby w Namiocie Spotkania, przy czym tylko niektórzy spośród nich (Aaron i jego synowie) zostali przeznaczeni do służby kapłańskiej. Wśród Lewitów można było zatem wyróżnić kohenów (kapłanów) – potomków Lewiego i Aarona – oraz pozostałych Lewitów, pochodzących wprawdzie od Lewiego, ale nie od Aarona. 
Po zdobyciu Kanaanu nie otrzymali własnej ziemi do zamieszkania, lecz pozostałe plemiona wydzieliły dla nich 48 miast (9 od pokoleń Judy i Symeona, 3 od Neftalego i po 4 z terenów pozostałych 9 plemion Izraela), wraz z pastwiskami do wypasu trzód. Otrzymywali regularnie dziesięcinę z płodów i bydła, a także część z każdej ofiary, przynoszonej przez Izraelitów do Świątyni Jerozolimskiej. Lewici nie będący kapłanami dziesiątą część otrzymywanej darowizny przekazywali kapłanom.
W 2020 roku polski historyk Łukasz Niesiołowski-Spano zaproponował hipotezę o pochodzeniu nazwy Lewici oraz ewolucji ich funkcji od zbrojnej grupy najemników po kapłanów i specjalistów od kultu.

## Zadania Lewitów
Zajmowali się głównie pilnowaniem i sprzątaniem Świątyni, przygotowywaniem liturgii (muzyka instrumentalna i śpiew) oraz innymi pracami zleconymi im przez kapłanów. Król Dawid niektórych lewitów przeznaczył do służby urzędniczej i sędziowskiej. Czasem pomagali kapłanom w wyjaśnianiu ludowi Prawa Mojżeszowego. Pozostawali w służbie od 25 do 50 roku życia. Nie mieli prawa zbliżać się do Miejsca Najświętszego ani do ołtarza. 
W czasach Dawida podzielono ich (podobnie jak kapłanów) na 24 oddziały, które pełniły kolejno służbę w Świątyni.

## Wzmianki w Nowym Testamencie
Lewita jest też ukazany w Nowym Testamencie (Ewangelia św. Łukasza) w przypowieści Jezusa o miłosiernym Samarytaninie.